# Norita
La norita es una roca ígnea plutónica compuesta de plagioclasa y ortopiroxeno. La norita es un gabro en su sentido amplio. Las mineralizaciones de níquel están a menudo asociadas a noritas.